# René von Boch-Galhau

René von Boch-Galhau, Unternehmer

René Franz von Boch, ab 1907 von Boch-Galhau (* 27. September 1843 in Mettlach, Landkreis Merzig-Wadern, Saarland; † 12. Dezember 1908 in Mettlach) war deutscher Unternehmer und Gesellschafter der Villeroy & Boch Keramische Werke in fünfter Generation sowie königlich preußischer Geheimer Kommerzienrat.
Er erhielt die preußische Namen- und Wappenvereinigung mit „Galhau“ am 19. Juni 1907 in Kiel mit Diplom vom 14. September 1907 auf Schloss Wilhelmshöhe bei Kassel.

## Familie
Boch entstammte einer alten Kaufmannsfamilie aus Audun-le-Tiche (Département Moselle in Lothringen), sein Großvater Jean-François Boch (1782–1858) begründete sieben Jahre vor Renés Geburt die Firma Villeroy & Boch Keramische Werke. René ist der Sohn des Geheimen Kommerzienrats Eugen von Boch (1809–1898), damals Leiter des Familienunternehmens und Abgeordneter. Seine Mutter war Oktavie geb. Villeroy (1823–1899), eine Enkelin des in seinem Geburtsjahr verstorbenen Mitgründers Nicolas Villeroy.
Er heiratete am 18. Februar 1873 in Sandweiler (Kanton Luxemburg) Marie geb. Pescatore (* 7. September 1847 auf Gut Scheid, Luxemburg; † 23. Dezember 1929 auf Gut Wallerfangen, Landkreis Saarlouis), die Tochter des Großindustriellen in Luxemburg und Gutsbesitzers Guillaume Bonaventura Pescatore, Gutsherr auf Scheid, und der Anne Marie Victorine, geb. Gericke. Der Verbindung entsprossen zwei Söhne und zwei Töchter, Roger (1873–1917), Luitwin (1875–1932), Paula (1878–1959) und Martha (1880–1961).
Das Gut Linslerhof bei Überherrn (heute im Landkreis Saarlouis) war seit 1824 im Besitz von Louis Henri Fulbert de Galhau, der mit Sophie geb. Villeroy, Tochter von Nicolas Villeroy, verheiratet war. Da deren einziger Sohn Nicolas Adolphe de Galhau, verheiratet mit seiner Cousine Sophie Leonie Elisabeth, geb. Villeroy (1821–1885), als letzter Träger des Namens Galhau kinderlos blieb, vermachte er den Hof seinem Schwippschwager, Renés Vater Eugen. Verbunden war damit jedoch die Auflage, künftig den Namen „von Boch“ um „de Galhau“ zu verlängern. Diese Namens- und Wappenvereinigung wurde schließlich 1907 genehmigt.
René von Bochs jüngste Tochter Martha heiratete am 3. Mai 1905 Franz von Papen (1879–1969). Die Mitgift der reich begüterten Firmenerbin erweiterte die Möglichkeiten des angehenden Berufsoffiziers, der gerade die Kadettenschule absolviert hatte, zu einem standesgemäßen und luxuriösen Leben beträchtlich. Beispielsweise konnte Papen seiner Leidenschaft des Reitsports nun unabhängig von vermögenden Rennstallbesitzern nachgehen. Boch war vom kaiserlichen Militärwesen fasziniert und drängte seinen Schwiegersohn Papen, sich der Ausbildung zum Generalstabsoffizier in Berlin zu unterziehen. So diente Papen in seiner fünfjährigen Ausbildungszeit beim 1. Garderegiment der Ulanen in Potsdam und trat danach in den militärdiplomatischen Dienst ein.

## Leben
1888 war Boch Mitbegründer des Ortsvereins des Deutschen Roten Kreuzes in Mettlach: Am 29. Juni 1888 gab Boch bei einer Generalversammlung der Arbeiterpensionskasse dem Vorsitzenden der "Antonius-Bruderschaft", M. Mannebach, den Auftrag, bei den Beamten und Arbeitern für die Gründung einer Sanitätskolonne zu werben. Nach kurzer Zeit waren je 11 Mann der beiden Fabriken, also 22 Personen, diesem Aufruf gefolgt.
Von 1889 bis 1908 war Boch Bürgermeister in Wallerfangen. Im Jahr 1907 kandidierte er im Wahlkreis Saarburg-Merzig-Saarlouis für die Nationalliberalen bei den Reichstagswahlen.